# دوروثي وير يونغ
دوروثي وير يونغ (بالإنجليزية: Dorothy Weir Young)‏ هي كاتِبة ورسامة أمريكية، ولدت في 18 يونيو 1890 في نيويورك في الولايات المتحدة، وتوفيت في 28 مايو 1947.

## معرض صور

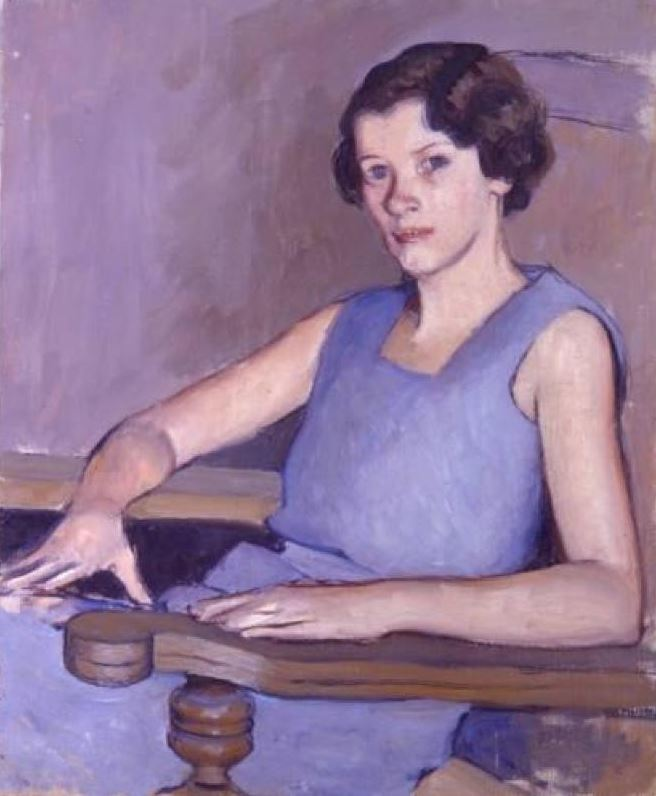
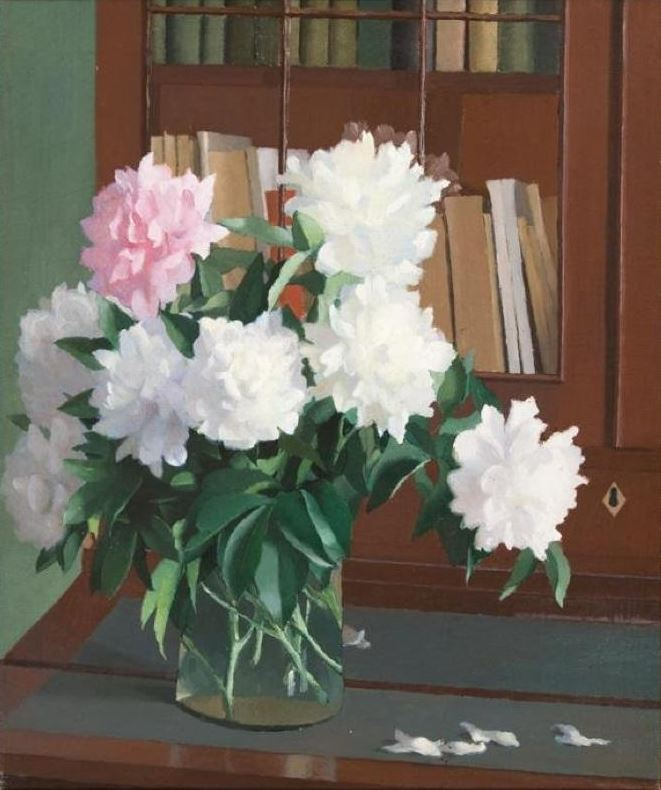
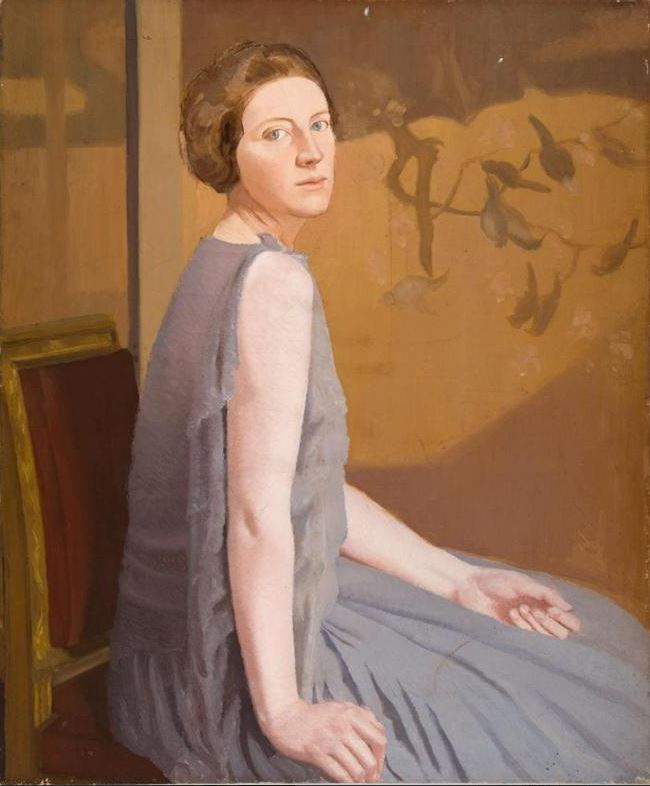
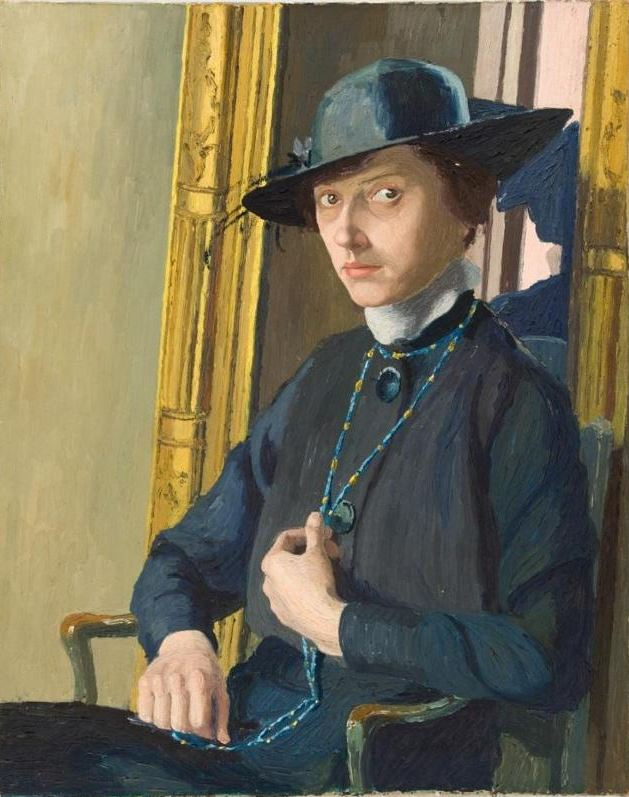
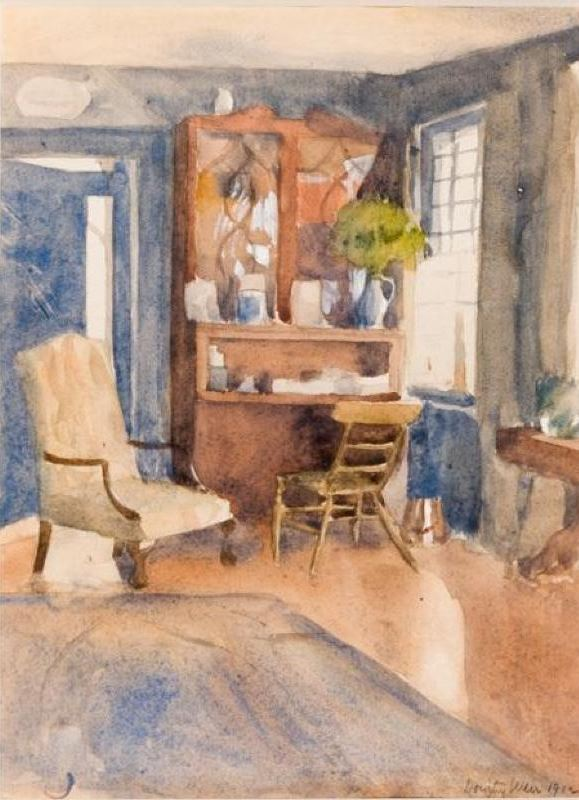